# Aleksandra Adamska
Aleksandra Adamska (ur. 15 czerwca 1990 w Katowicach) – polska aktorka.

## Życiorys
Absolwentka Liceum Ogólnokształcącego im. Ignacego Jana Paderewskiego w Katowicach. W 2015 ukończyła studia na Wydziale Aktorskim Państwowej Wyższej Szkoły Teatralnej im. Ludwika Solskiego w Krakowie w specjalizacji wokalno-aktorskiej. Występowała m.in. w: Gliwickim Teatrze Muzycznym, Teatrze Dramatycznym w Warszawie, Teatrze Muzycznym Capitol we Wrocławiu.
Zna język angielski, niemiecki i hiszpański. Uprawia jazdę na nartach i łyżwach, pływanie i akrobatykę, poza tym zna podstawy jazdy konnej. Tańczy w zespole folklorystycznym Politechniki Śląskiej – Dąbrowiacy, z którym uczestniczyła w zagranicznych konkursach tanecznych, m.in. we Francji, w Grecji, Chinach i Słowenii. Brała udział w Kongresie Utalentowanych Ludzi Europy w Warszawie, występowała m.in. w Filharmonii Śląskiej.
Rozpoznawalność przyniosły jej role w serialach: Diagnoza (2017–2019) i O mnie się nie martw (2017–2020). Największą popularność zapewniła jej rola Patrycji Cichy w serialu Skazana (od 2021) produkcji Playera i TVN. Na fali popularności produkcji powstał spin-off o bohaterce pt. Pati (2023).
W 2024 została jedną z jurorek w programie Lego Masters w TVN oraz uczestniczką szóstej edycji programu typu reality show Azja Express w TVN.

## Filmografia
| Rok       | Tytuł                 | Rola                                    | Uwagi                    |
| --------- | --------------------- | --------------------------------------- | ------------------------ |
| 2011      | Pierwsza miłość       | klientka pubu „Barbarian”               |                          |
| 2012      | Julia                 | reporterka                              | odc. 77, 78              |
| 2013      | Hotel 52              | Karolina Malicka                        | odc. 86                  |
| 2014      | Sama słodycz          | dziewczyna na kursie w szkole językowej | odc. 5                   |
| 2014      | Miasto 44             | narzeczona oficera niemieckiego         |                          |
| 2015      | Aż po sufit!          | dziewczyna                              | odc. 3                   |
| 2016      | Druga szansa          | aktorka Laura                           |                          |
| 2016      | #WszystkoGra          | koleżanka prababci                      |                          |
| 2017      | Belle Epoque          | siostra Marta                           | odc. 3                   |
| 2017      | Atak paniki           | Alicja, koleżanka Kamili                |                          |
| 2017–2019 | Diagnoza              | stażystka Dagmara Mazurek               |                          |
| 2017–2020 | O mnie się nie martw  | Sylwia Małecka                          |                          |
| 2018      | Miłość jest wszystkim | Wanda Orzechowska                       |                          |
| 2020      | Królestwo kobiet      | Weronika Klin                           |                          |
| 2021–2024 | Skazana               | Patrycja „Pati” Cichy                   |                          |
| 2021      | Krucjata. Prawo serii | dziennikarka Paulina Klejna             |                          |
| 2022      | Gry rodzinne          | Agnieszka                               |                          |
| 2022      | Ślub doskonały        | panna młoda                             |                          |
| 2023      | Operacja: Soulcatcher | „Burza”                                 |                          |
| od 2023   | Pati                  | Patrycja „Pati” Cichy                   | spin-off serialu Skazana |
| 2024      | Idź przodem, bracie   | Marta Gwiazda-Zajfert                   |                          |

## Teatr
Źródło: YAP

### Gliwicki Teatr Muzyczny
- 2009: High School Musical – Taylor McKessie
- 2010: Hair – Jeannie

### Teatr Dramatyczny w Warszawie
- 2012: Operetka według Witolda Gombrowicza – Albertynka

### TeatrPWST
- 2013: Miłość i pieniądze według Dennis Kelly – Jesse
- 2014: Dyplom z kosmosu – Kitty

### Teatr Muzyczny Capitol we Wrocławiu
- 2013: Mistrz i Małgorzata – Obywatelka
- 2013: Trzy wesołe krasnoludki – Wysoka Trawa
- 2014: Życie Mariana według Helges Leben
  - matka Mariana
  - Strach Tiny
- 2014: Nine – Lina Darling
- 2014: Kocham Cię. Ja Ciebie też nie – Bambou Gainsbourg
- 2014: Rat Pack, czyli Sinatra z kolegami – Marilyn Monroe
- 2015: Ja, Piotr Riviere... – Obrzympałowa
- 2015: Trzej muszkieterowie – Konstancja Bonacieux

### Teatr Lalki i Aktora im. Alojzego Smolki w Opolu
- 2014: Waiting for the rain – Penelopa

### Narodowy Teatr Stary w Krakowie
- 2014: Stara kobieta wysiaduje według Tadeusza Różewicza – dziewczyna

### Wrocławski Teatr Współczesny
- 2015: Koniec świata w Breslau – Inge Ganserich

## Dyskografia
- 2016: „Tych lat nie odda nikt” – wykonanie piosenki wraz ze Stanisławą Celińską, Elizą Rycembel, Agnieszką Pawełkiewicz w filmie #WszystkoGra[18].

## Nagrody
- 2016: Nagroda za rolę kobiecą w filmie Ameryka na Międzynarodowym Festiwalu Filmów Średniometrażowych „La Cabina” w Walencji[18].
- 2024: Kobieta Roku „Glamour” w kategorii „Popkultura”[19].